# APTS Phileas
« Phileas » redirige ici. Pour le prénom, voir Philéas.
Phileas est un ancien modèle de bus guidé hybride, articulé ou bi-articulé, destiné principalement au marché des lignes bus à haut niveau de service (BHNS), vendu de juillet 2004 jusqu'au 25 novembre 2014

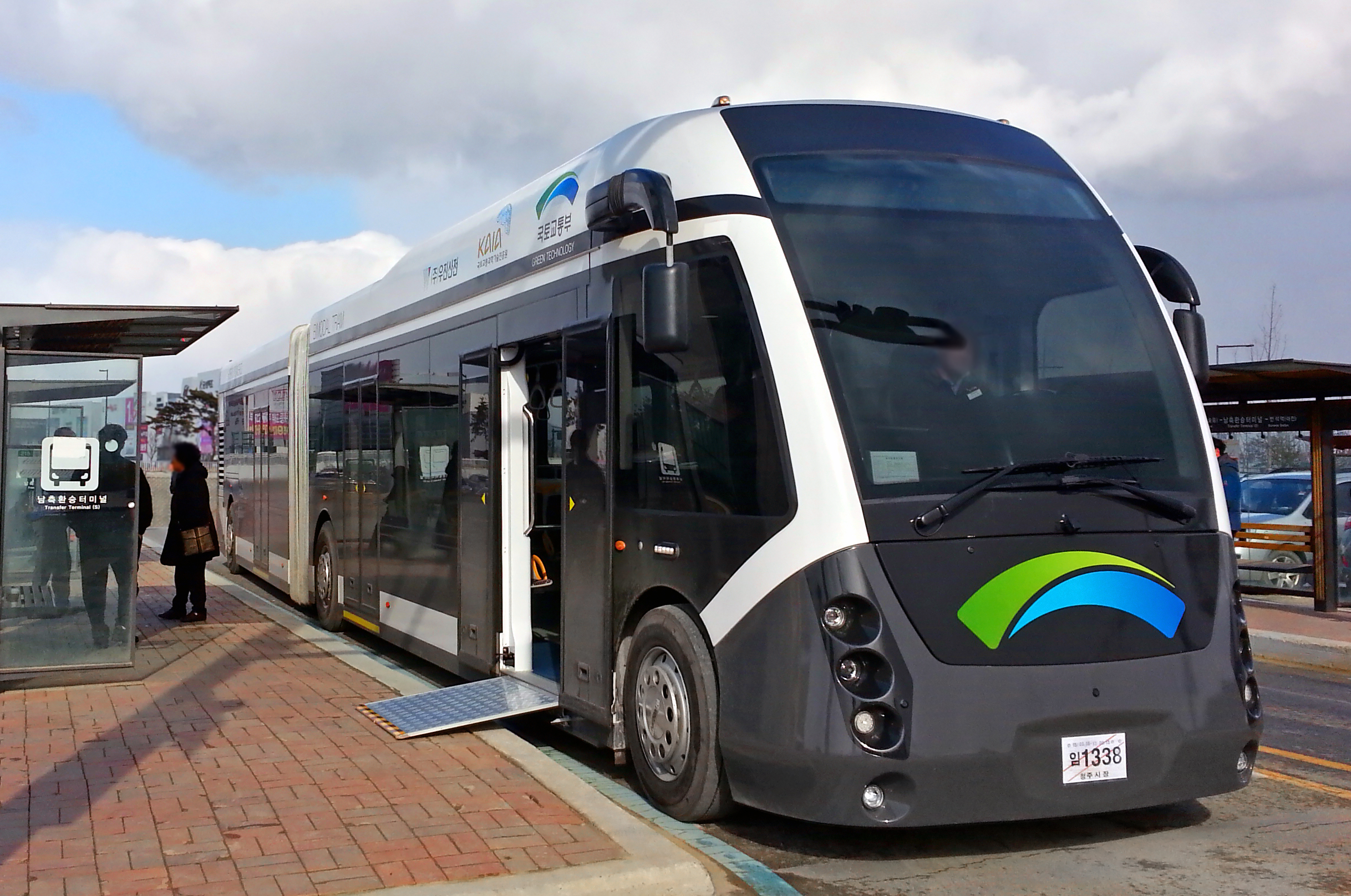

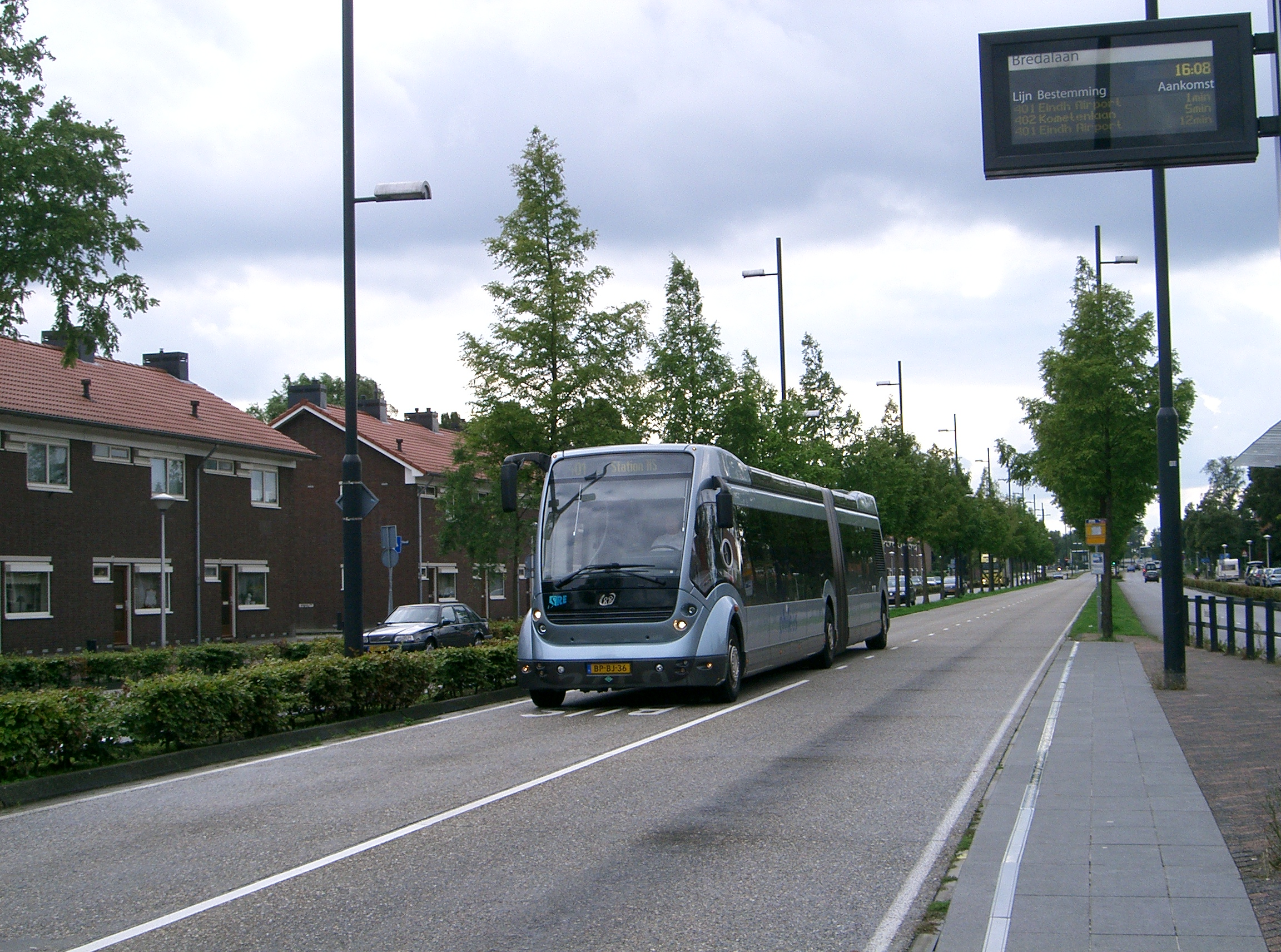

Sous l'impulsion du SRE (région d'Eindhoven), le Phileas a été conçu et commercialisé par le consortium APTS puis directement par VDL.

## Histoire
Dans les années 1990, la région d'Eindhoven (Pays-Bas), via son entité administrative régionale Metropoolregio Eindhoven (en) (SRE, soit Samenwerkingsverband Regio Eindhoven, pour Union coopérative pour la région d'Eindhoven), veut redynamiser et générer de l'emploi dans le secteur technologique, pour continuer à refléter son haut niveau de savoir-faire technique, de connaissance et d'innovation technologiques.
En 1994, Eindhoven créé un corridor de Bus à haut niveau de service HOV1. De 1994 à 1998, des études de faisabilité sont faites pour des recherches dans le domaine du transport et des hautes technologies, ce qui aboutit en 1998 à la création du consortium APTS (Advanced Public Transport Systems B.V.), Société Privée à Responsabilité Limitée appartenant à 70 % au groupe Belge VDL Bus&Coach, 18 % à SIMAC et 12 % à BOM.
APTS conçoit alors un véhicule de transport en commun nouvelle génération devant répondre au besoin d'une ligne BHNS moderne et futuriste. Il est notamment prévu d'équiper la ligne 401 du corridor HOV, devant ainsi devenir la vitrine technologique du Phileas. Le nom Phileas vient de Phileas Fogg, le protagoniste du roman de Jules Verne, Le Tour du monde en quatre-vingts jours, du fait de la vitesse élevée et de sa ponctualité. Ce nom a aussi des similarités avec le nom Philips, entreprise très liée à l'histoire d'Eindhoven.
En 1999, douze Phileas sont commandés par la ville d'Eindhoven.
En 2001, le premier prototype est mis en test, et en juillet 2004, le premier Phileas 1re génération roule en service commercial. Le design de ce véhicule a été récompensé par un Dutch Design Awards 2006.
S'ensuit une série de commande pour des Phileas 2de génération : 12 Phileas pour Douai et un accord de transfert de technologie avec la Corée en 2005, 50 Phileas pour Istanbul en 2006, 6 Phileas pour Pescara et le rétrofit des Phileas 1re génération d'Eindhoven (pour se rapprocher des Phileas 2de génération, principalement niveau motorisation) en 2007. Enfin, en 2009, APTS lance la version pile à combustible (hydrogène) de son véhicule et en livre 2 à Amsterdam et 2 à Cologne.
Malgré toutes les innovations avant-gardistes pour leur époque, il s'avère que les véhicules ont souffert de nombreux défauts et de fragilités en plus de problèmes d'homologation, générant ainsi de grosses pertes financières sur certains projets. Le paiement de ces projets n’ayant été que partiel, les actionnaires ont mis fin aux activités d'APTS le 25 novembre 2014, occasionnant par la même occasion la disparition du Phileas. APTS employait 15 personnes.

## Concept

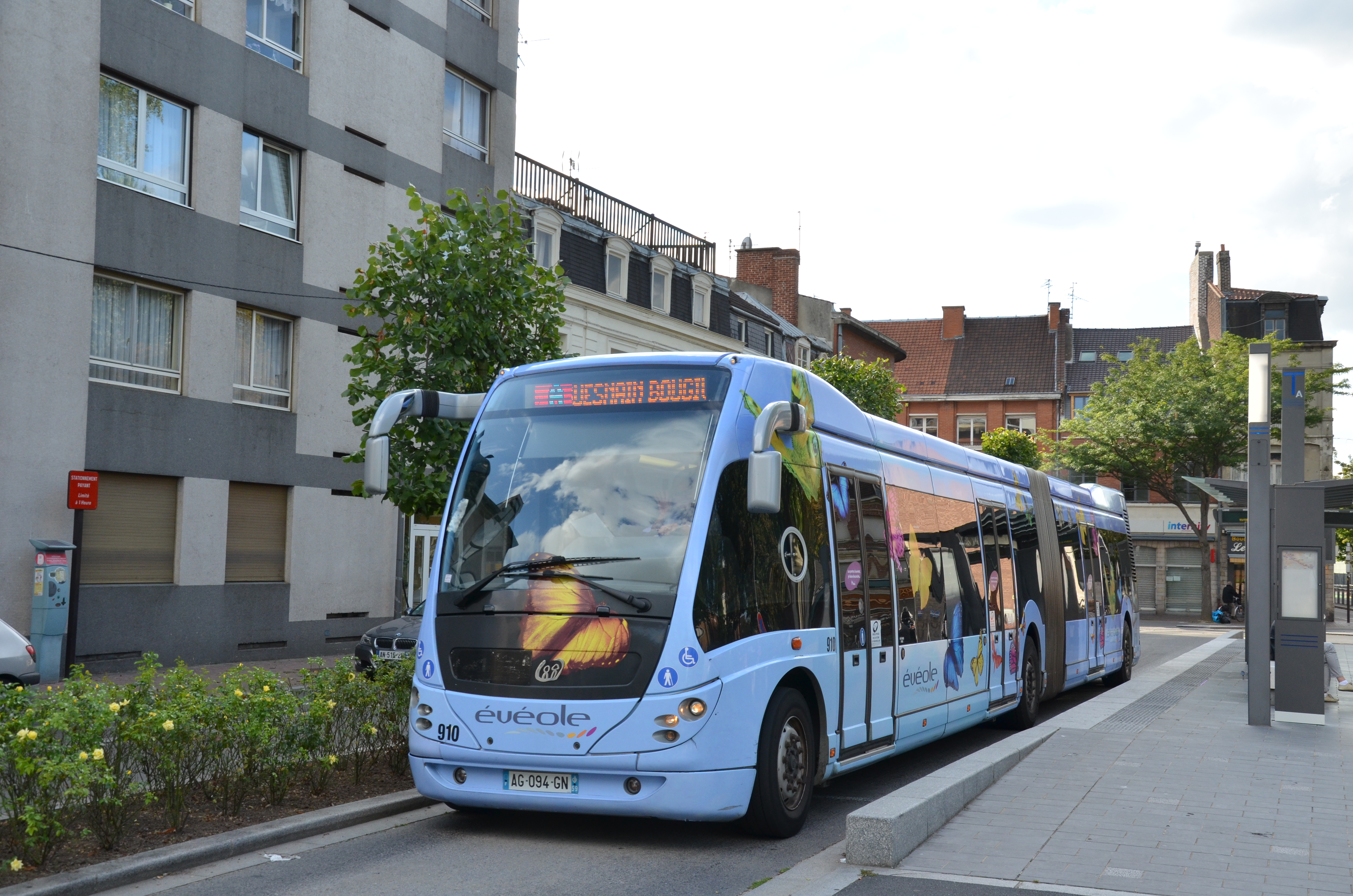
Phileas articulé 18 mètres à Douai (France).

Le concept de base est celui d'un bus guidé à grande capacité et techniquement avancé, avec les caractéristiques d'un tramway. L'avantage d'un bus guidé par rapport à un tramway traditionnel est la réduction des coûts : l'infrastructure est beaucoup moins coûteuse en installation et en maintenance, en raison de l'absence de rails et de caténaires.
Le Phileas est un bus guidé par guidage immatériel (magnéto-électronique), d'une longueur (pour la 2de génération) de 18,5, de 24,5 ou de 26 mètres de long, articulé ou bi-articulé, et dont toutes les roues sont orientables. Les roues orientables permettent, en courbe, d'avoir une emprise au sol inférieure à celle d'un bus de 12 m. En outre, cela garantit une meilleure stabilité et l’annulation des phénomènes de lacet (récurrents sur les bus bi-articulés), même à haute vitesse : des tests sur piste à 75 km/h montre que le Phileas bi-articulé a une excellente tenue de route.
Aucune version standard de 12 m n'a été conçue pour une contrainte technique (pas assez de place en toiture pour tous les équipements), mais aussi idéologique, car le Phileas est censé être un BHNS de grande capacité se rapprochant d'un véhicule de type tramway. La version bi-articulée est proposée en deux longueurs pour exploiter au maximum le gabarit autorisé dans les différents pays. Enfin, la version 18 m est proposée notamment pour les pays n'autorisant pas la circulation de bus bi-articulés, comme l'Italie.
Le bus peut être piloté en mode guidé mais aussi en mode non guidé, pour pouvoir emprunter des itinéraires non conçus avec le guidage (déviation, transfert sur une autre ligne, parcours pour aller au dépôt...). Le guidage permet de créer des couloirs plus étroits que ce qui est nécessaire pour les bus classiques, tout en conservant la vitesse maximal lors du croisement de deux véhicules, et d'avoir des accostages plus rapides aux arrêts.
Le bus est hybride ou électrique (à batterie ou trolleybus) et, dans la première version, toutes les roues, excepté les roues directrices avant, sont motorisées par un moteur électrique avec transmission indépendante. Ce système permet de dégager intégralement le plancher bas du bus, le plancher bas se situant à 34 cm du sol. La motorisation peut être facilement modifiées pour changer d'énergie. Les sièges sont suspendus afin de faciliter le nettoyage du sol du véhicule. Le châssis autoporté est fait de panneaux d'aluminium avec une ossature en tubes, tandis que l'extérieur du véhicule est fait de fibre de verre. Lors de la commande, la face avant est personnalisable selon les souhaits de l'exploitant.
Les véhicules sont construits dans l'usine VDL Bus Heerenveen bv de Heerenveen aux Pays-Bas. Les véhicules sont conçus pour une durée de vie de 20 ans.

### Caractéristiques
- Vitesse maximale en mode normal : 96 km/h
- Vitesse maximale en mode automatique : 60 km/h
- Accélération maximale : 1,4 m/s2
- Freinage d'urgence : > 6,9 m/s2
- Pente maximale : jusqu'à 18 % avec une charge de 6 personnes/m²[9] à 25 km/h
- Capacité (4/6/8 personnes/m²) de la version 18 m : 103/140/177, dont 30 à 44 sièges
- Capacité (4/6/8 personnes/m²) de la version 24 m : 129/171/212, dont 32 à 56 sièges
- Capacité (4/6/8 personnes/m²) de la version 26 m : 141/185/230, dont 34 à 62 sièges
- Poids (18 m) : 16,65 t (hybride), 20,225 t (hydrogène)
- Taille des pneus : 275/70 R 22.5 (avant), 385/95 R 22.5 (tous les autres)
- Capacité de la batterie (récupération au freinage) : 26 kWh, au NiMH (nickel-hydrure métallique)
- Portes : 1,2 m x 2,00 m, d'un seul côté, ou des deux côtés

### Guidage magnéto-électronique

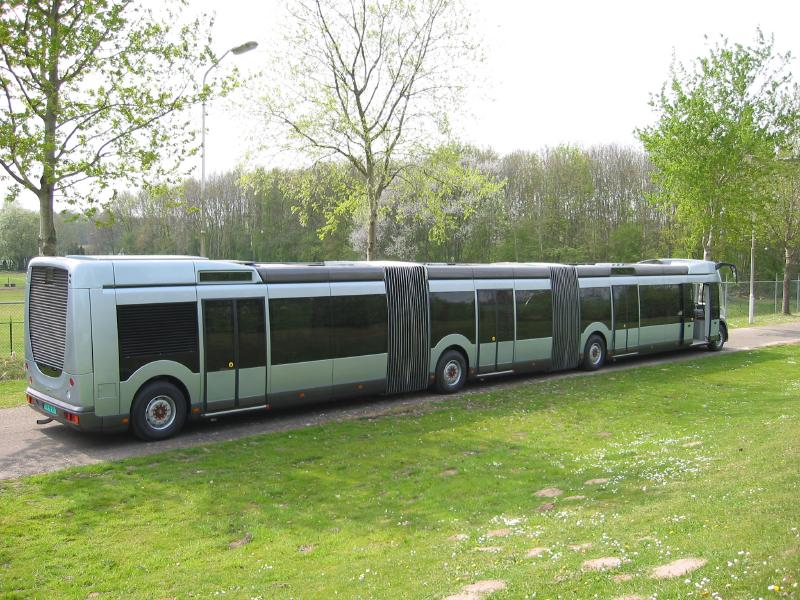
Phileas bi-articulé à Eindhoven (Pays-Bas).

Le Phileas utilise le possède la technologie Free Ranging On Grid (de) (FROG), composé d'un système de guidage informatique (par programmation informatique d'itinéraire), et d'un système de guidage magnétique.
Ces véhicules peuvent être utilisés sur des itinéraires spécialement équipés de capteurs magnétiques (de petits plots de 15 mm de diamètre et 30 mm de hauteur) placés tous les 4 à 5 mètres sous la surface de la voie. Dans ce cas, le véhicule suit un itinéraire préprogrammé informatiquement (le parcours doit être modélisé), mais est constamment redondé par le système de guidage magnétique afin de confirmer la bonne position effective du bus vis-à-vis du modèle informatique.
Il existe trois modes de conduites possibles :
- En mode normal, le véhicule se conduit comme un bus normal avec la particularité d'avoir une trace au sol pratiquement unique pour toutes les roues hormis le premier essieu, car toutes les roues sont orientables ;
- En mode guidé, le conducteur n'a pas besoin de tenir le volant, il contrôle uniquement la vitesse à l'aide des pédales d'accélération et de frein ;
- En mode guidé automatique, la vitesse est en plus gérée automatiquement.

Techniquement parlant, ces véhicules peuvent se conduire de manière autonome, mais en raison des législations et du fait qu'il n'y a pas de détection d'obstacles sur le véhicule (et circulant sur une voirie ouverte), un conducteur est toujours nécessaire à bord. Sur la première version, le conducteur pouvait à tout moment reprendre le contrôle de la direction et de la vitesse, ce qui constituait le principal point d'achoppement pour l’homologation en France.
De plus, les deux modes guidés offrent la possibilité de positionner le véhicule avec précision à chaque arrêt grâce à une approche "en crabe". Il en résulte un alignement parfait de la marche sur le quai, permettant une amélioration du flux de voyageurs entrants et sortants du bus, et qui induit aussi une meilleure accessibilité aux personnes à mobilité réduite.
Enfin, le bus était prévu pour pouvoir réaliser à terme, en mode automatique, un "attelage électronique", permettant le couplage de plusieurs Phileas sans conducteur supplémentaire, afin d'augmenter la capacité du bus.

#### Sécurité du guidage
Les systèmes informatiques et de guidage des Phileas est conçu selon le Safety Integrity Level (Niveau d'intégrité de sécurité) SIL-4 (le plus haut niveau de fiabilité). Il contrôle la vitesse et la direction du véhicule et dispose d'une architecture à triple redondance et à sécurité intégrée. Cela signifie que le système informatique à bord se compose de trois ordinateurs monocarte dans une configuration « 2 sur 3 ». Chacun est installé à un endroit différent du bus, de manière à éviter une défaillance complète du système en cas de collision du véhicule. Chaque ordinateur obtient des données de tous les capteurs via deux connexions de Bus informatique CAN et les compare avec les résultats des deux autres ordinateurs. En cas de non-concordance des données, l'ordinateur défaillant se désactive et l'ensemble du système passe en état de sécurité, ce qui signifie que le véhicule s'arrête et ouvre ses portes.

#### La problématique du guidage
Le guidage du Phileas a été réalisé à Eindhoven et à Douai. Si celui-ci a été ponctuellement fonctionnel commercialement à Eindhoven, celui de Douai, bien que fonctionnel, n'a pas été mis en service. C'est en fait le principe même du guidage qui a été problématique, du point de vue de l'adaptation des infrastructures existantes aux Pays-Bas, et d'un point de vue règlementaire en France.
À Eindhoven, le guidage fonctionnait sur les lignes 401 et 402 du corridor HOV. Cependant, il a été mis en service sans la synchronisation des carrefours à l'approche du Phileas. En conséquence, les conducteurs devaient reprendre la gestion du véhicule avant les carrefours, occasionnant un risque en cas de reprise tardive du contrôle, le véhicule arrivant à sa vitesse nominale à l'entrée du carrefour. De plus, la conduite guidée automatique est programmée pour s'arrêter à tous les arrêts comme un tramway, même quand personne ne monte ni ne descend. Si cette contrainte aurait pu être contournée pour les descentes de voyageurs (asservissement de l'arrêt uniquement si l'arrêt est demandé dans le bus), le véhicule n'est pas en mesure de déterminer la présence ou non de voyageur souhaitant monter. Enfin, durant sa période de retour en usine de décembre 2007 à février 2009, la ville d'Eindhoven a effectué des travaux d'adaptations de la voirie dans la gare routière sans prendre en compte la trajectoire imposée du véhicule, provoquant des situations à risque. L'image auprès des voyageurs est donc dégradée du fait que le Phileas ait été présenté comme fonctionnant sur le même principe que les tramways, car finalement le Phileas a bénéficié des inconvénients du tramway (arrêt à toutes les stations) sans ses avantages (priorité aux carrefours). L'arrêt définitif du guidage est finalement décidé en septembre 2008.
À Douai, c'est la règlementation française qui pose problème : le véhicule doit à la fois obtenir une homologation routière, mais aussi une homologation pour les transports guidés par le STMRTG. Si l'homologation routière est obtenue rapidement, l'homologation "système guidé" ne sera jamais obtenue.

## Phileas première génération

### Commercialisation
| Illustration | Lieu      | Réseau | Nombre          | Modèle          | Numéros de parc | Motorisation                                                    | Service                             | Observations - Particularités     |
| ------------ | --------- | ------ | --------------- | --------------- | --------------- | --------------------------------------------------------------- | ----------------------------------- | --------------------------------- |
|              | Eindhoven | SRE    | 11              | 18 m - 3 portes | 1201 à 1211     | GPL - électrique puis remotorisé en Hybride Diesel - électrique | 5 septembre 2004 - 11 décembre 2016 | Remplacés par des VDL à batteries |
| 1            | Eindhoven | SRE    | 24 m - 4 portes | 1212            |                 | GPL - électrique puis remotorisé en Hybride Diesel - électrique | 5 septembre 2004 - 11 décembre 2016 | Remplacés par des VDL à batteries |

### Historique
Les 12 Phileas 1re génération sont mis en service à Eindhoven en 2004 et sont hybride série GPL - électrique (système électrique fourni par Alstom). Ces autobus appartiennent à la SRE et sont loués à Hermes, une société exploitante, pour la ligne 401 à partir du 5 septembre 2004 (inauguration officielle le 30 octobre 2004), puis la ligne 402. Entre 2008 et 2009, un véhicule a été prêté à la compagnie Novio de Nimègue.
Le moteur GPL fonctionne à vitesse constante et alimente les moteurs (toutes les roues sauf les roues avant) ainsi que les batteries NiMH. Les batteries sont aussi rechargées par la récupération d'énergie au freinage. Celles-ci ont été dimensionnées pour permettre un déplacement jusqu'à 3 km sans le moteur GPL. Ce type de motorisation est censé pouvoir réduire la consommation de 30 %.
L'un de ces 12 véhicules possédait à titre expérimental d'un volant d'inertie à la place des batteries, rechargé par freinage à récupération. Il était censé fournir l'énergie nécessaire pour mouvoir le bus une fois celui-ci arrêté, puis le moteur GPL prenait le relais pour le reste de l'accélération.
Après quelques semaines seulement de service, les Phileas sont momentanément immobilisés du 8 novembre 2004 au 6 juillet 2005.
Ces configurations de motorisations ne donnent pas satisfaction de par leur fiabilité, les moteurs GPL ont de gros problèmes de surchauffe, et les batteries au Nickel ont des dysfonctionnements. Le nombre de panne immobilisant les Phileas augmente, et il ne reste généralement que trois Phileas pour assurer le service des lignes 401 et 402, ces lignes devant alors être en partie assurées avec des bus standards. Devant ces problèmes récurrents, le SRE, propriétaire de ces bus, demande le rétrofit de ses bus avec les avancées dont ont pu bénéficier les bus de 2de génération alors proposés à la vente, pour un coût de 500 000 € par véhicule. Le 15 décembre 2007, tous les Phileas sont immobilisés en vue de changer leur motorisation : ils deviennent alors hybride parallèle diesel - électrique, et dorénavant seules les roues arrière sont motrices. Cette nouvelle motorisation, plus silencieuse, est censée réduire la consommation de 25 %. Le système de climatisation est remplacé par un dont la capacité de refroidissement est meilleure que le système précédent. Alors qu'elles sont peu fiables, les batteries ne sont pas changées. Ce changement de motorisation induit un allongement du porte-à-faux arrière de 40 cm. La remise en service devait s'effectuer progressivement entre le 14 décembre 2008 et le 1er février 2009, mais l’allongement du véhicule pose des problèmes à certains endroits du parcours où le porte-à-faux est dorénavant trop proéminent, notamment devant la gare d’Eindhoven où une personne a été percutée. La remise en service a finalement lieue le 7 février 2009, mais le guidage électronique est définitivement abandonné,,. Cet abandon du guidage est notamment dû à la non mise au point de la synchronisation des feux de circulation avec le Phileas, or le mode guidé automatique ne prend pas en charge les arrêts aux feux.
Cependant, dès mars 2009, de nouveaux problèmes apparaissent, comme la casse de l'arbre de transmission sur certains véhicules. Les quelques Phileas 1re génération restants (épaulé des deux Phileas à Hydrogène d'Amsterdam à partir de décembre 2014) seront définitivement mis hors service le 11 décembre 2016, remplacés par des VDL Citea SLFA 181 Electric.

## Phileas seconde génération
Dès 2007, la seconde génération a bénéficié du retour d'expérience de la motorisation des Phileas d'Eindhoven, notamment l'abandon du GPL. Le choix de motorisation sera progressivement élargi.
La principale différence du point de vue des voyageurs est la disposition intérieure, avec la diminution de l'espace pris par le compartiment moteur, permettant ainsi la création d'une rotonde surélevée de places assises dans la partie arrière, combinée au déplacement de la porte vers le centre de la caisse arrière (celle où se trouve le moteur).

### Motorisations seconde génération
Le Phileas sera progressivement proposé avec quatre motorisations :
- hybride parallèle diesel - électrique : moteur diesel V10 Cummins (ISB ou ISL) de 219 chevaux, système d'hybridation fourni par Allison (EP50)[22]
- hybride série Pile à combustible (hydrogène) - électrique (développé à partir de 2008, livrés à partir de 2011) : système de traction fourni par Ballard / Vossloh Kiepe
- hybride série diesel - électrique + trolleybus (à partir de 2011) : système de traction fourni par Vossloh Kiepe
- 100% électrique à batterie à rechargement par induction (Primove Induction 80‘ de Bombardier), mais jamais commandé

La réalisation d'un autobus de 18 m à pile à combustible a été rendu possible par la construction exceptionnellement légère du Phileas. L'installation du système de piles à combustible, relativement lourd, entraîne normalement une perte de places voyageurs autorisés à bord du véhicule, car le poids maximum autorisé PTAC serait sinon dépassé. Ainsi, le Phileas ne perd pas en capacité de transport avec cette motorisation.

### Commercialisation
| Illustration          | Lieu      | Réseau                      | Nombre                         | Modèle                         | Numéros de parc                                 | Motorisation                                        | Service                           | Observations - Particularités                                                          |
| --------------------- | --------- | --------------------------- | ------------------------------ | ------------------------------ | ----------------------------------------------- | --------------------------------------------------- | --------------------------------- | -------------------------------------------------------------------------------------- |
|                       | Istanbul  | İETT - Metrobüs             | 50                             | 26 m - 4 portes de chaque côté |                                                 | hybride diesel - électrique                         | 2007 ? - en service ?             |                                                                                        |
|                       | Douai     | SMTD Évéole - BHNS de Douai | 9                              | 18 m - 3 portes de chaque côté | 901, 903 à 910                                  | hybride diesel - électrique                         | 8 février 2010 - 12 décembre 2014 | Remplacés par des Citaro G C2 BHNS. Ils sont conservés comme preuves par l'exploitant. |
| 2 (mais 1 seul livré) | Douai     | SMTD Évéole - BHNS de Douai | 24 m - 4 portes de chaque côté | 902                            |                                                 | hybride diesel - électrique                         | 8 février 2010 - 12 décembre 2014 | Remplacés par des Citaro G C2 BHNS. Ils sont conservés comme preuves par l'exploitant. |
| [ 24 ]                | Cologne   | RVK                         | 2                              | 18 m - 3 portes                | Aucun                                           | Hybride pile à combustible (hydrogène) - électrique | 8 septembre 2011 - décembre 2016  | Premiers bus 18 m Fuel Cell au monde                                                   |
|                       | Amsterdam | GVB                         | 2                              | 18 m - 3 portes                | Amsterdam : 007 et 008 Eindhoven : 1290 et 1291 | Hybride pile à combustible (hydrogène) - électrique | automne 2011 - décembre 2014      | Premiers bus 18 m Fuel Cell au monde Vendu à Eindhoven en 2014                         |
|                       | Haïfa     | Métronit                    | 6                              | 18 m - 3 portes                | 85 à 90                                         | hybride diesel - électrique                         | 2 août 2013 - en service          |                                                                                        |
| [ 26 ]                | Pescara   | GTM                         | 6 (mais 1 seul livré)          | 18 m - 3 portes                | Aucun                                           | hybride diesel - électrique + trolleybus            | Jamais mis en service             |                                                                                        |

### Historique

#### Réseaux exploités
- Metrobüs d'Istanbul (Turquie) : Livraison vers 2007-2008 de 50 Phileas de 26 m pour un coût de 63 M€ (1,26 M€ le véhicule)[27]. La ligne n'est pas équipée pour le guidage optique. En exploitation, il s'avère que ces véhicules ne sont que peu adaptés au profil difficile de la ligne, à la chaussée irrégulière, et à la surcharge permanente de la ligne malgré la fréquence élevée (1 min 30 s en moyenne). Les bus doivent généralement transporter beaucoup plus de passagers que ce pour quoi ils ont été conçus par le constructeur et sont de fait sous-motorisés, causant des retards sur les montées abruptes d'Istanbul. Une partie du parc se trouve garé en attente de réparation, et la ligne principalement exploitée avec les autres modèles de véhicule. En 2010, l'opérateur İETT a finalement traduit en justice le constructeur APTS pour les défauts des véhicules. Le litige portait entre autres sur les points suivants : problèmes de différentiel et de direction, usure excessive des pneus, fissures du châssis, pannes de climatisation, usure prématurée des garnitures de frein et fuites d'huile et d'air.
- Douai (France) : exploité sous l'identité de Tramway de Douai. Commandé en juin 2005, initialement prévue en juin 2008, la mise en service de la ligne a pris du retard à la suite de l'attente de l'homologation du matériel par les autorités françaises. Le principal point d'achoppement tourne autour de la maitrise du volant (transition exceptionnelles entre mode guidé et mode manuel)[28]. Surnommé Évéole, il est présenté aux habitants de Douai sur la place Charles de Gaulle le 18 novembre 2006 avant d'être finalement mis en service en mode manuel le 8 février 2010, mais ne sera jamais homologué pour les modes guidés. Le nez d'Évéole a été conçu par l'agence néerlandaise de conception Duvedec et est légèrement plus court que la version standard du Phileas. Comme à Istanbul, les véhicules souffrent de gros problèmes de fiabilité, et, à certaines périodes, plus de la moitié du parc est en permanence en panne. En 2013, la situation est telle que l'exploitant est contraint de mettre en place des horaires adaptés[29] : l'horaire orange (fréquence pas vraiment régulière qui s'adapte aux correspondances, mais globalement quatre passages par heure) et l'horaire rouge (fréquence de 20 à 30 minutes). L'information sur le type d'horaire de la journée est indiquée sur les panneaux d’information des stations. Les Phileas sont retirés du service le 12 décembre 2014 à cause du trop gros manque de fiabilité et des coûts d'exploitation élevés, et remplacés par des autobus classiques Mercedes-Benz Citaro G C2[30].
- Cologne[31] : Deux bus de 150 kW sont utilisés en trafic urbain à Brühl et Hürth , ainsi que sur les lignes de bus régionales. En plus d'APTS, d'autres entreprise ont collaboré à la conception de ce bus hybride à pile à hydrogène : Vossloh-Kiepe (entraînement hybride, stockage et gestion de l'énergie), Hoppecke Batterien (batteries et leur système de gestion), Ballard Power Systems (systèmes de piles à combustible). L'hydrogène nécessaire à l'exploitation est récupérée comme sous-produit par des sociétés chimiques locales, et l'énergie de freinage récupérée peut être stockée dans une batterie de 26 kWh. Le véhicule pèse 20,59 tonnes et consomme environ 15 kg H2/100km. Livré en mai 2011, il est en service à partir du 8 septembre 2011[31] et jusqu'à la fin de la période de test de cinq ans, en décembre 2016[32]. En octobre 2017, le centre de recherche en technologie dans les transports HET a racheté un Phileas afin d'en faire un bus laboratoire pour le système hybride à pile à combustible à Neumarkt[33].
- Amsterdam : Cette ville a reçu deux bus identiques à ceux de Cologne à la différence près que l'énergie est stockée grâce à des supercondensateurs. Dans cette vile, l'hydrogène est produit par électrolyse. Livrés en août 2011[31], ils sont en service de l’automne 2011 jusqu'en décembre 2014, puis revendus à la ville d'Eindhoven pour des renforts en heures de pointes.
- Haïfa : Les premières formations au dépannage[34] ont eu lieu en janvier 2013 avant d'être mis en service.

#### Réseaux jamais exploités
En Italie, une loi favorise l'obtention de subventions pour les transports "innovants". Le Phileas est éligible à cette catégorie (guidage magnétique, hybride, trolley) et a été choisie par plusieurs autres villes avant de faire faillite :
- Pescara (Italie) : le projet antérieur au Phileas prévoyait une ligne d'environ 20 trolleybus pour 1999, avec le système Stream d'Ansaldo : le principe de l'alimentation des tramways APS appliqué aux bus. Le projet Stream ayant fait faillite à Trieste (trop peu fiable), la ville de Pescara a voulu se tourner vers un nouveau projet de "système électrifié avec technologie innovante" et a choisi le Phileas. Il était prévu pour mi-2009 l'ouverture d'une ligne nommée "Filovia di Pescara (it) (Filò)" entre le centre de Pescara et la gare de Montesilvano, de 8,2 km de long, 34 stations, avec une vitesse commerciale de 21 km/h et une fréquence de 10 minutes, en partie réalisée sur une ancienne plateforme ferroviaire abandonnée. Sur cette partie, les Phileas devaient fonctionner en mode trolleybus, et en mode thermique sur la partie en milieu urbain. La construction a pris du retard à la suite d'une forte opposition locale et de problèmes de gestion politiques et de fraudes[35]. De plus, le choix du Phileas se trouve au cœur de suspicions de fraudes[36] du fait que le bus ne respecte pas les termes de l'appel d'offre : il est long de 18,5 m alors que la règlementation italienne limite la longueur à 18 m, et le bus a été vendu comme pouvant accueillir 130 passagers alors que cette version n'en permet que 111. Commandés en 2006, il était prévu la livraison de six véhicules hybride série diesel €5 - électrique + trolleybus de 18 m et 350 chevaux, pour un coût de 10 M€ (1,66 M€/véhicule)[37]. Le premier de ces six trolleybus a été présenté les 19 et 20 novembre 2011[38]. À la suite de la faillite d'APTS en 2014, un autre constructeur devra être choisi. En janvier 2020, l'unique exemplaire (dont la livrée bleue a été enlevée) est toujours en vente sur les sites spécialisés[39]. En mars 2018, bien que la ligne soit terminée depuis plusieurs années, aucun véhicule ne roule dessus et les installations se dégradent[40]. Des Van Hool ExquiCity ont été commandés en 2022 pour exploiter la ligne[41].
- Trasporto Rapido Costiero (it) (TRC), de Rimini à Riccione (Italie) : La construction de cette ligne le long d'une voie ferrée a débuté en 2012 et doit être mise en service en 2019 à la suite de nombreux retards. Commandés en 2011, neuf trolleybus étaient prévus pour ce BHNS italien, mais un seul a été construit, pour un coût unitaire de 1 235 129 €[42]. Un autre constructeur (9 Van Hool ExquiCity 18T) a été choisi à la suite de la faillite d'APTS en 2014. En décembre 2017, l'exemplaire est toujours en vente sur les sites spécialisés[43].
- Vérone (Italie) : La version hybride série diesel - électrique + trolleybus a été choisie. 37 trolleybus de 18 m devaient parcourir la ligne de 23,7 km[44], dont seulement 16 km environ devaient être électrifiés, pour un coût de 55,5 M€ (1,5 M€/véhicule). Dans le centre-ville historique, les trolleybus devaient être propulsés par un moteur diesel Euro 5 afin d'éviter la construction de lignes aériennes sur les bâtiments. Un autre constructeur a été choisi à la suite de la faillite d'APTS en 2014.
- La ville de Bologne (Italie) avait initialement choisis le Phileas en version trolleybus, avant de finalement choisir l'Irisbus Crealis Neo[45].

## Variantes et transferts de technologie
- Le 3 novembre 2005, un accord de licence de transfert de technologie a été signé entre APTS et le sud-coréen KRRI (Korea Railroad Research Institute). Cette version, également connue sous le nom de Bimodal Tram[46],[47], était prévu avec une pile à combustible pour la transmission hybride, et pour une commande jusqu'à 600 véhicules.
- Les trolleybus biélorusses à plancher bas Belkommunmash AKCM-420 et АКСМ-433 sont produits sur la base du Phileas[réf. nécessaire] depuis 2008[pas clair].

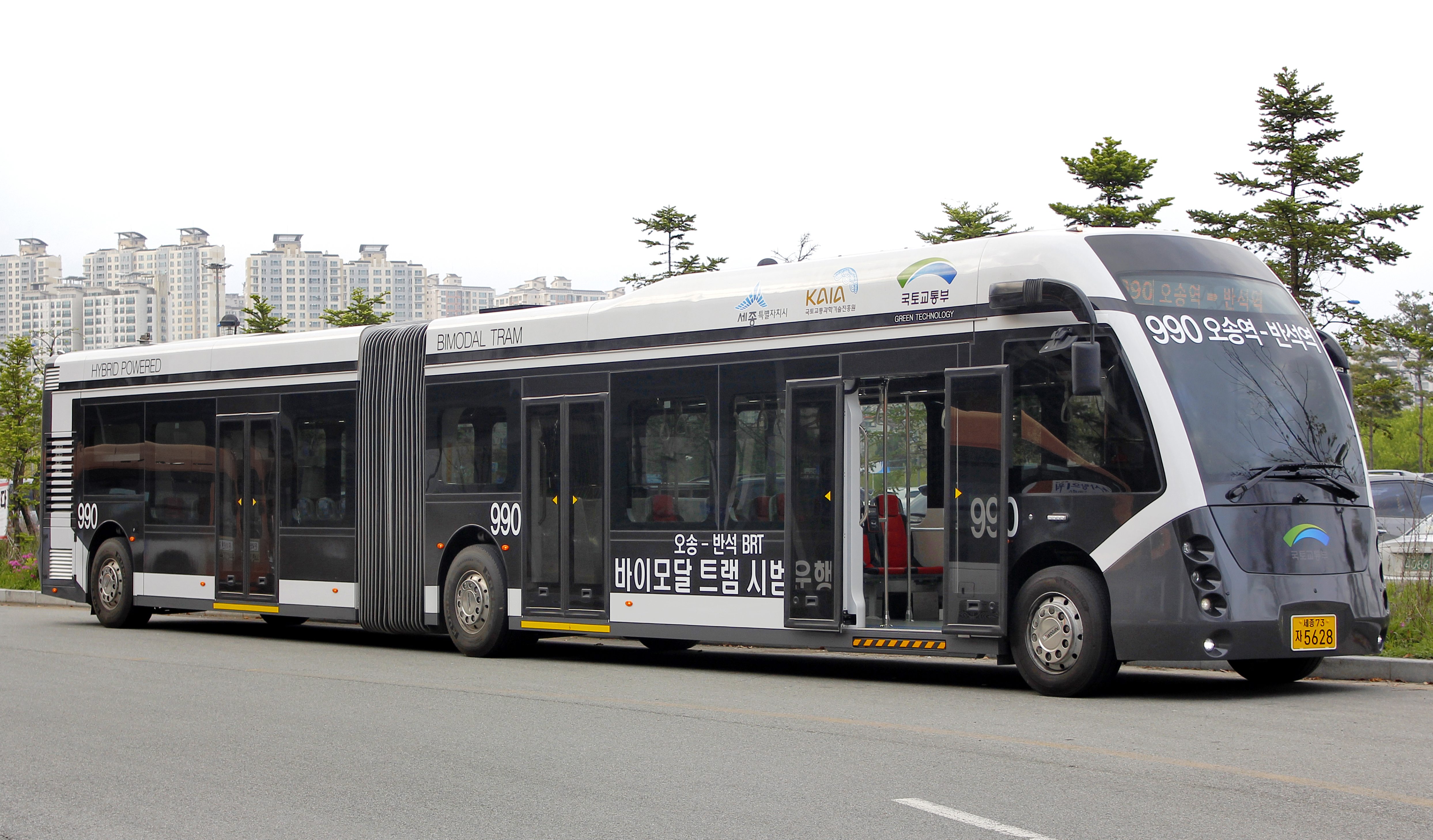
KRRI Bimodal Tram à Sejong.
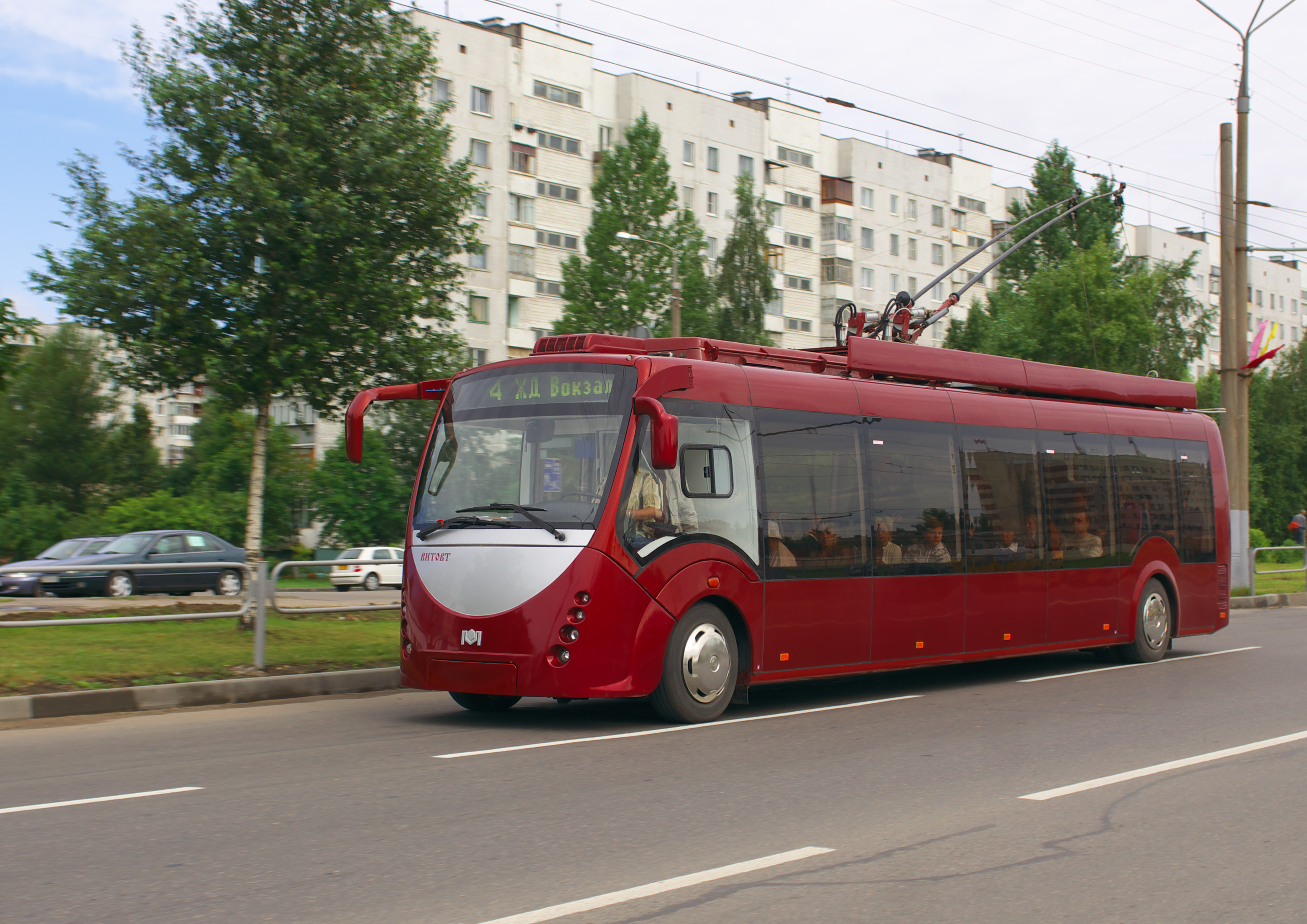
AKSM-420 à Vitebsk.
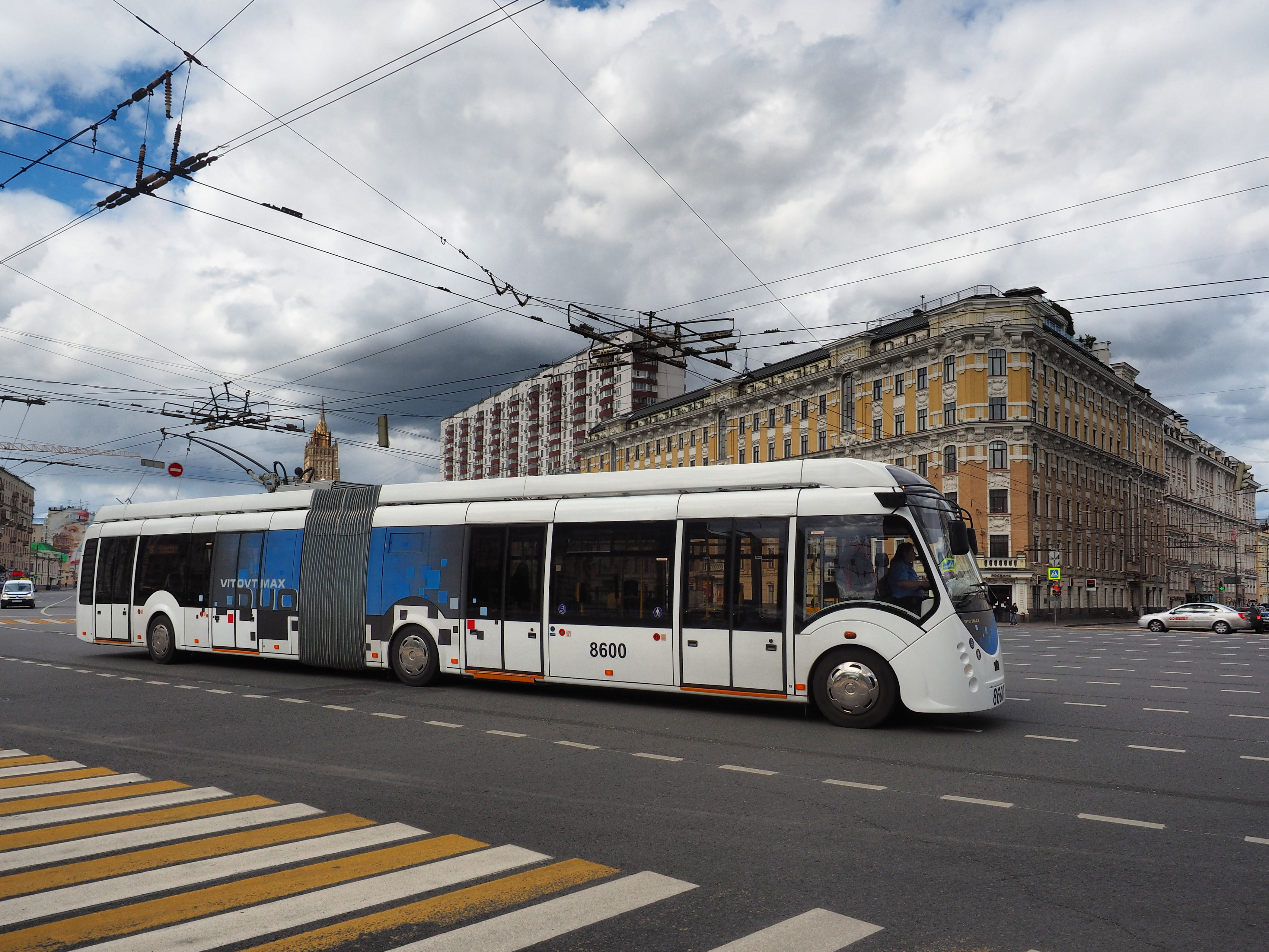
АКСМ-433 à Moscou.
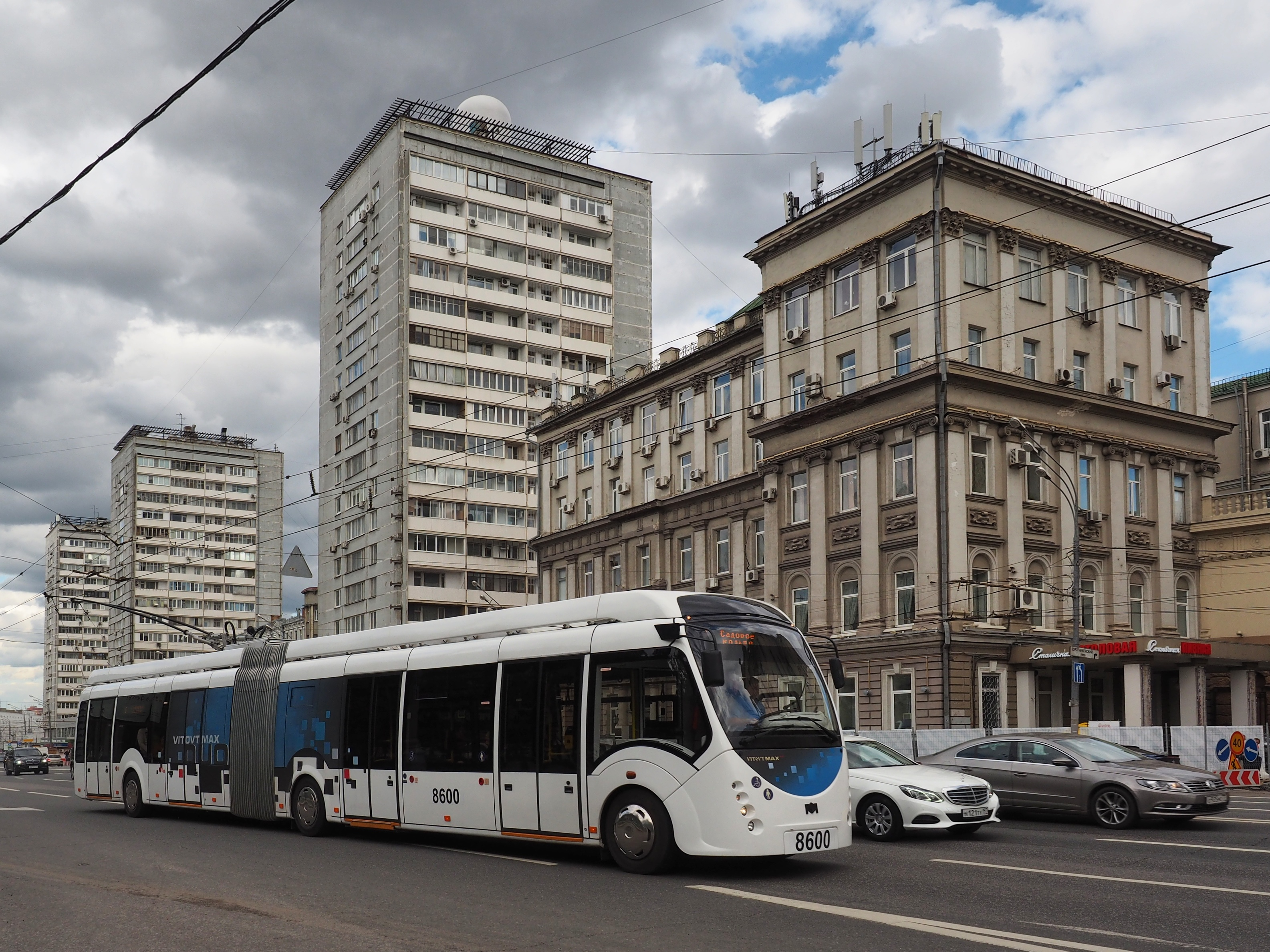
АКСМ-433 à Moscou.

- En octobre 2017, le centre de recherche en technologie dans les transports HET a racheté l'un des deux Phileas de Cologne afin d'en faire un bus laboratoire pour le système hybride à pile à combustible à Neumarkt[33].

## Innovation et échec
Le véhicule accuse de nombreux manques de fiabilités, ce qui a entraîné son retrait prématuré de plusieurs réseaux où il circulait. Les défauts les plus récurrents sont : problèmes de différentiel et de direction (et parfois casse), usure excessive des pneus, fissures du châssis, pannes de climatisation, usure prématurée des garnitures de frein et fuites d'huile et d'air, problèmes d'étanchéité, déchirement des soufflets, nombreux autres problèmes non répertoriés immobilisant de fait les véhicules.

## Modélisme
Reproduction au 1/50 :
- Phileas 18 m, livrée "Phileas" ;
- Phileas 18 m, livrée "évéole" ;
- Phileas 18 m, livrée "Amsterdam" ;
- Phileas 18 m, livrée "Phileas + pub hydrogène Vossloh" ;
- Phileas 24 m, livrée "Phileas".